# 1984年ニューヨーク私服警官殺害事件
1984年ニューヨーク市警察私服警官殺害事件は、1984年9月21日に発生した警察官殺害事件。

## 概要
1984年9月21日、ニューヨーク地下鉄警察（現在はニューヨーク市警に統合）の私服警官のイルマ・ロザダ（当時25歳）が相棒の刑事と地下鉄に乗り込んで警らにあたっていると、ダリル・ジェター（当時19歳）という男が乗客のルビーのペンダントをひったくるところを目撃した。
ロザダ刑事がジェターを追いかけ、空き地に追い詰めると、ジェターは、ロザダ刑事の拳銃を奪い、ロザダ刑事の顔を撃ったとされている。
ロザダ刑事はニューヨーク市警察では初めての女性警察官の殉職者であった。
ジェターは後に逮捕され、禁錮32半年の判決が言い渡されている。